# Die ungleichen Brüder
Die ungleichen Brüder (Originaltitel: Brothers) ist die dritte Folge der vierten Staffel der US-amerikanischen Science-Fiction-Fernsehserie Raumschiff Enterprise – Das nächste Jahrhundert. Sie wurde in den Vereinigten Staaten über Syndication vermarktet und erstmals am 8. Oktober 1990 auf verschiedenen Fernsehsendern ausgestrahlt. In Deutschland war sie zum ersten Mal am 17. August 1993 in einer synchronisierten Fassung im ZDF zu sehen.

## Handlung
Im Jahr 2367 bei Sternzeit 44085.7 kommt es auf der Enterprise zu einem medizinischen Notfall. Bei einem Landurlaub auf dem Planeten Ogus II spielt der Junge Jake Potts seinem jüngeren Bruder Willie einen gemeinen Streich, statt auf ihn aufzupassen. Willie läuft daraufhin weg und isst dabei eine Frucht, die mit Parasiten infiziert ist. Er muss auf dem Schiff unter Quarantäne gestellt und zur Behandlung möglichst schnell in eine Spezialeinrichtung auf Sternenbasis 416 gebracht werden. Nachdem der erste Offizier Will Riker und Schiffsberaterin Deanna Troi Jake seine Verfehlung klargemacht haben, soll der zweite Offizier, der Android Data, ihn zu seinem Bruder auf die Krankenstation begleiten. Im Turbolift geht jedoch eine abrupte Veränderung mit Data vor sich. Er ignoriert Jake völlig, fährt zur Brücke und nimmt dort seine Station ein. Plötzlich ändert das Schiff den Kurs und erhöht die Geschwindigkeit. Nur wenige Sekunden später versagen die Lebenserhaltungssysteme auf der Brücke. Captain Picard befiehlt die Evakuierung und weist die Brückenbesatzung an, sich im Maschinenraum zu versammeln. Data bleibt jedoch heimlich auf der Brücke zurück. Zu spät bemerken die Anderen, dass er für die seltsamen Vorfälle verantwortlich ist. Inzwischen ist es ihm gelungen, durch die Imitation von Picards Stimme die alleinige Kontrolle über den Schiffscomputer zu erlangen. Er verschlüsselt sämtliche Kommandofunktionen und macht sich auf den Weg zum Transporterraum. Die Besatzungsmitglieder, die ihn aufhalten wollen, hält er mit Kraftfeldern auf Abstand. Inzwischen hat die Enterprise den Orbit eines Planeten erreicht und vom Transporterraum aus beamt Data auf die Oberfläche.
Auf dem Planeten findet sich Data in der Gesellschaft eines alten Mannes wieder, der sich als sein Erschaffer Noonien Soong vorstellt. Data ist erstaunt, denn 2338 wurde die Kolonie auf Omicron Theta, in der Soong gelebt hatte, von einem im Weltraum lebenden Kristallinwesen völlig zerstört. Alle Bewohner galten als tot, doch Soong erklärt, dass ihm rechtzeitig die Flucht gelang. Er ließ sich daraufhin auf diesem Planeten nieder und setzte seine kybernetischen Forschungen fort. Jetzt hat er ein Signal ausgesendet, das in Datas Gehirn ein Programm aktiviert hat, welches ihn dazu brachte, hierher zu kommen.
Während ihres Gesprächs taucht unerwartet ein weiterer Gast auf: Es ist Datas Bruder Lore. Soong hatte ihn vor Data gebaut, doch da er nicht richtig funktionierte, hatte er ihn wieder abgeschaltet und demontiert. 2364 wurde er von der Enterprise auf Omicron Theta gefunden. Nach seiner Reaktivierung nahm er jedoch Datas Identität an und versuchte, die Schiffsbesatzung dem Kristallinwesen auszuliefern. Sein Plan konnte vereitelt werden und er wurde ins All gebeamt, wo er jahrelang trieb, bis er von einem Pakled-Schiff gerettet wurde. Unerwartet wurde er nun durch das gleiche Signal angelockt, das auch Data hergeholt hatte. Data warnt Soong vor Lores bösartiger Natur, doch der meint, Data und Lore seien praktisch identisch konstruiert und würden sich nur in ihrer Programmierung unterscheiden. Er ist zuversichtlich, dass es ihm mittlerweile möglich sei, Lore zu reparieren, und wenn er von dessen Reaktivierung gewusst hätte, hätte er dies längst getan, denn er weiß, dass er nicht mehr lange zu leben hat. Soong enthüllt nun den Grund dieses Familientreffens: Lore ist in der Lage, Emotionen zu empfinden, doch die sind Teil seiner fehlerhaften Programmierung. Data wurde von Soong daher zunächst ohne Gefühle programmiert. In der Zwischenzeit hat er aber an einem Chip gearbeitet, der auch Data ermöglichen soll, Emotionen zu empfinden. Der Chip ist nun fertig und Soong will ihn Data einsetzen. Da er jedoch sehr müde ist, will er sich vorher ausruhen. Als er erwacht, macht er sich sogleich an die Arbeit, doch Lore gelingt es in der Zwischenzeit, Data zu überwältigen und sich als er auszugeben. Zu spät bemerkt Soong, dass er den Emotionschip dem falschen Androiden eingesetzt hat. Soong ist sehr besorgt, denn der Chip ist nur für Data gedacht und eigentlich inkompatibel mit Lores Programmierung. Er will ihn daher wieder entfernen, doch Lore schleudert ihn quer durch den Raum und verletzt ihn dabei schwer. Unmittelbar darauf beamt er zurück auf sein Schiff und verlässt den Orbit des Planeten.
Auf der Enterprise drängt die Zeit. Willie Potts weiß, dass er in Lebensgefahr schwebt, und ist deshalb sehr sauer auf seinen Bruder. Troi und Schiffsärztin Beverly Crusher versuchen, die beiden Jungs wieder zu versöhnen. Der restlichen Mannschaft gelingt es unterdessen, die Kontrolle über die Schiffssysteme teilweise zurückzuerlangen. Sie können dem Computer vorgaukeln, Riker, Sicherheitschef Worf und Chefingenieur La Forge seien Data. Dadurch können die drei auf die Planetenoberfläche beamen und nach Data suchen. Sie finden Soongs Labor und reaktivieren Data. Soong gelingt es noch, Datas blockierte Erinnerungen an die Entführung der Enterprise freizugeben. Riker lässt Data einen Moment, um sich von dem sterbenden Soong zu verabschieden. Data meint, er wäre nicht in der Lage, um ihn zu trauern, doch Soong versichert ihm, dass er es auf seine Weise tun wird. Nachdem Soong gestorben ist, kehren Data und das Außenteam auf die Enterprise zurück. Data stellt die vollständige Computerkontrolle wieder her und das Schiff setzt umgehend Kurs auf Sternenbasis 416.

## Besonderheiten

### Verbindungen zu anderen Star-Trek-Produktionen
In Die ungleichen Brüder wird auf einige frühere Star-Trek-Produktionen Bezug genommen:
- Data versucht hier erneut vergeblich Pop! Goes the Weasel zu pfeifen, wie er es bereits im Pilotfilm Der Mächtige / Mission Farpoint von 1987 getan hatte.
- Datas Bruder Lore, der in Folge 1.13 (Das Duplikat) von 1988 entdeckt wurde, hat hier seinen zweiten Auftritt. Dr. Noonien Soong, der totgeglaubte Erschaffer der beiden Androiden, der in Das Duplikat erstmals erwähnt wurde, hat hier seinen ersten von drei Auftritten in der Serie.

Einige Elemente aus dieser Folge wurden in späteren Star-Trek-Produktionen wieder aufgegriffen:
- Der Emotionschip, den Dr. Soong für Data konstruiert hat, spielt noch einmal in der Doppelfolge 6.26/7.01 (Angriff der Borg) von Raumschiff Enterprise – Das nächste Jahrhundert aus dem Jahr 1993 eine wichtige Rolle. In Folge 7.10 (Soongs Vermächtnis) von 1993 wird er kurz erwähnt. In den Spielfilmen Star Trek: Treffen der Generationen, Star Trek: Der erste Kontakt und Star Trek: Der Aufstand wird er ebenfalls als Handlungselement genutzt.
- Der Planet, auf dem sich Soongs Labor befindet, bleibt in dieser Folge noch namenlos. In Folge 7.10 (Soongs Vermächtnis) erhält er den Namen Terlina III.
- Der Planet Ogus II ist im Spielfilm Star Trek: Treffen der Generationen auf einer Sternenkarte verzeichnet.

### Besonderheiten der deutschen Synchronfassung
Als sich Data mit Picards Zugangsdaten die Kontrolle über den Schiffscomputer verschafft, imitiert er dessen Stimme. Dementsprechend ist im englischen Original an dieser Stelle Patrick Stewart zu hören. In der deutschen Fassung ist hier allerdings Brent Spiners üblicher Synchronsprecher Michael Pan und nicht Patrick Stewarts Sprecher Rolf Schult zu hören. Der Schiffscomputer wird in dieser Folge in der deutschen Synchronfassung von Data und Picard mehrfach gesiezt, obwohl er gewöhnlich in der Du-Form angesprochen wird.

## Produktion

### Drehbuch
Das Drehbuch wurde von Rick Berman geschrieben. Es enthielt ursprünglich nur den Haupthandlungsstrang und Datas Entführung der Enterprise und sein Treffen mit Soong sowie die Nebenhandlung um die beiden Potts-Brüder. Showrunner Michael Piller fand jedoch, dass die Spannung in dem Moment etwas verloren geht, in dem Data auf Soong trifft. Dieser Teil der Geschichte bestand im Prinzip nur aus einem Gespräch zwischen den beiden Figuren und es fehlte ein gewisses Überraschungselement. Piller kam schließlich auf die Idee, die Figur des Lore zurückzuholen und in die Geschichte einzubauen.

### Regie
Die ungleichen Brüder war die letzte von 13 Folgen der Serie, die von Rob Bowman inszeniert wurden.

### Darsteller
Brent Spiner spielt in dieser Folge drei verschiedene Rollen. Neben seiner üblichen Rolle als Data tritt er zum zweiten von vier Malen in der Serie als dessen Bruder Lore auf. Zudem ist er erstmals als Dr. Noonien Soong zu sehen. Spiner spielte später noch in zwei weiteren Folgen jüngere Versionen von Noonien Soong. Da das Produktionsteam zeitweise unsicher war, ob Spiner es schaffen würde, drei Rollen gleichzeitig zu spielen, wurden für die Rolle des Noonien Soong auch mehrere andere Schauspieler in Betracht gezogen, darunter Keye Luke.
Cory Danziger und Adam Ryen, die Darsteller von Jake und Willie Potts, hatten nur recht kurze Schauspielkarrieren von den späten 1980er bis zur Mitte der 1990er Jahre. Für Ryen war dies seine erste Schauspielrolle. Er hatte zuvor lediglich als Synchronsprecher in einer Folge von Reich und schön gearbeitet. Nach seiner Schauspielkarriere arbeitete er noch bis 2002 als Drehbuchautor.
James Lashly, Darsteller von Fähnrich Kopf, spielte auch Lieutenant George Primmin in zwei Folgen der ersten Staffel von Star Trek: Deep Space Nine.

### Requisiten
Zur Einrichtung von Soongs Labor gehört unter anderem ein Dinosaurier-Schädel. Dieser wurde von einem Museum ausgeliehen.
In dieser Folge ist erstmals das Innenleben eines Sternenflotten-Kommunikators zu sehen.

## Rezeption
Die Folge wurde 1991 für einen Primetime Emmy Award in der Kategorie „Beste Leistung im Make-up für eine Serie“ nominiert.
Keith DeCandido bewertete Die ungleichen Brüder 2012 auf tor.com als eine nur leicht überdurchschnittliche Folge von Raumschiff Enterprise – Das nächste Jahrhundert. Er hob Spiners grandiose Schauspielleistung hervor, dem es meisterhaft gelingt, drei unterschiedliche Charaktere zu verkörpern. Datas Entführung der Enterprise sei außerdem sehr spannend inszeniert. Sehr enttäuscht war DeCandido allerdings davon, dass dieser Vorfall, bei dem sich Data als enormes Sicherheitsrisiko für das Schiff erwiesen hat, letztlich völlig konsequenzenlos bleibt. Ebenso kritisierte er, dass sich die drohende Gefahr für Willie Potts nicht echt anfühle, denn für den Zuschauer sei völlig klar, dass die Serienmacher nicht einfach einen kleinen Jungen sterben lassen.
Ed Gross listete Die ungleichen Brüder 2016 auf empireonline.com in einer Aufstellung der 50 besten bis dahin ausgestrahlten Star-Trek-Folgen auf Platz 19.
Aaron Couch und Graeme McMillan	erstellten 2016 anlässlich des 50-jährigen Jubiläums von Star Trek in Zusammenarbeit mit verschiedenen Beteiligten aus dem Franchise für den Hollywood Reporter eine Liste der 100 besten bis dahin ausgestrahlten Folgen. Die ungleichen Brüder wurde hierbei auf Platz 76 gewählt.
Aaron Couch und Graeme McMillan erstellten 2016 für den Hollywood Reporter eine Liste der 25 besten Folgen von Raumschiff Enterprise – Das nächste Jahrhundert. Die ungleichen Brüder landete dabei auf Platz 21.
Anthony Vieira führte Die ungleichen Brüder 2021 auf der Website collider.com in einer Liste der 25 besten Folgen von Raumschiff Enterprise – Das nächste Jahrhundert auf Platz 14.